# Лопес, Маркус
Маркус Филлип Джозеф Лопес (англ. Marcus Phillip Joseph Lopez, 9 февраля 1992, Барригада, Гуам, США) — гуамский футболист, полузащитник и нападающий.

## Биография
Маркус Лопес родился 9 февраля 1992 года в американской деревне Барригада на Гуаме.
Окончил среднюю школу Сент-Джон в Тамунинге, играл в футбол за её команду «Сент-Джон Найтс». Впоследствии учился в христианской академии Харвест в Барригаде, выступал за «Харвест Кристиан Иглз». Продолжил учёбу в США. В 2010—2011 годах играл за команду колледжа Лазелл «Лазелл Лазерс», в 2011—2012 годах — за «Ирвин Антитерс».
Выступает на позициях полузащитника и нападающего. Профессиональную карьеру начал в 2012 году, когда был включён в состав «Гуам Шипъярд», но не провёл ни одного матча. В 2013 году перебрался на Филиппины, где выступал за «Пачанга Дилиман», провёл 9 матчей, забил 5 мячей.
В 2013—2014 годах играл за «Гуам Шипъярд», в 18 матчах забил 24 гола. В 2014—2015 годах выступал в гуамском «Страйкерс», провёл 7 встреч, забил 10 мячей. В 2015 году перешёл в индийскую «Минерву Пенджаб», с которой поднялся в высшую лигу.
В 2017 году вернулся на Гуам и выступает за «Исла де Ладронес».
С 2012 года выступает за сборную Гуама. Дебютировал в её составе 12 июня 2012 года в товарищеском матче со сборной Филиппин (0:3). Уже 22 июля, во втором поединке за национальную команду, забил гол в ворота сборной Макао (3:0). К 2020 году Лопес сыграл 34 матча за сборную Гуама, забил 6 мячей.